# Коледна песен (филм, 1910)
„Коледна песен“ (на английски: A Christmas Carol) е американски късометражен игрален ням филм от 1910 г. на компания „Едисън“, режисиран от Джеймс Сиър Доули, Ашли Милър и Чарлз Кент. Това е третата най-стара и първата изцяло запазена екранизация по класическата коледна новела на Дикенс „Коледна песен“. Актьорският състав включва Марк Макдермът в ролята на главният персонаж Ебенизер Скрудж и Чарлз Огъл като Боб Крачит.

## Сюжет
Внимание:  Текстът по-долу разкрива сюжета на произведението (или части от него)!
Денят преди Коледа. Старият скъперник Скрудж е навестен в кабинета си от трима души, представители на „Комитет за благотворителна помощ“. Той ги прогонва грубо. След това влиза неговия племенник, придружаван от още няколко хора, които искат да му пожелаят „Весела коледа“. Скрудж отпраща и тях студено. Помощникът му Боб Крачит се приготвя да тръгва и посочва на своя шеф часовника на стената. Старецът му отказва почивен ден.
Когато Скрудж се кани да отключи вратата на своя дом, на нея се появява лицето на старият му и покоен съдружник Марли. Вътре в стаята призракът на Марли се появява, докато скъперникът вечеря пред камината. Марли оповестява на своя бивш съдружник, че трябва да се промени, за да избегне „жестоко наказание“. Скрудж не вярва на очите си и отпъжда привидението. Марли жестикулира ядосан, посочва часовника до камината и изчезва.
Следващата сцена Скрудж е в стаята си с Духът на Коледите, който му припомня сцени от детството и младостта. После му показва настоящото - как семейството на Боб Крачит и това на племенника празнуват Коледа. Последният се намира в безпаричие, но отказва да иска помощ от чичо си. Скрудж бърка в джоба си и изважда пари, но споменът се изпарява. Отдолу се показват ръце, които просят от скъперника. Призракът показва и бъдещето на Скрудж - старецът умира и пръстена е взет от ръцете му, а след това изплува и надгробна плоча с неговото име. Скъперникът се моли на привидението, но то изчезва и Скрудж припада в леглото си.
Сутринта Скрудж се събужда радостен, че е още жив. Той хвърля пари на просещите деца пред вратата. После се натъква на тримата джентълмени от комитета и им дава щедро дарение. След това дава пари на своя племенник, с които да се ожени за годеницата си. Последно посещава Крачит и му подарява пълна кошница с храна. Всички благодарят на променения Скрудж.

## В ролите
| Актьор         | Роля                          |
| -------------- | ----------------------------- |
| Марк Макдермът | Скъперника Скрудж             |
| Чарлз Огъл     | Счетоводителя Боб Крачит      |
| Виола Дана     | дете от семейството на Крачит |
| Кери Лий       |                               |
| Шърли Мейсън   | дете от семейството на Крачит |
| Вилхелм Бехтел |                               |

## Промени
- Вероятно заради краткото време от една ролка филмът е нямало възможност за представи и трите духа на Коледата. Вместо тях е включен просто „Духът на Коледите“, който обгръща и тримата призраци.

## Ди Ви Ди
Филмът е включен в DVD колекцията „Kino on Video“, която съдържа девет заглавия на късометражни нями филми на с обща дължина 120 мин. Дискът е пуснат на 20 ноември 2001 г. от Kino Internationa.